# 中央證券登記有限公司
中央證券登記有限公司正名為香港中央證券登記有限公司，在大中華地區業務板塊包括： 
- 證劵登記服務及企業管治服務：為超過1,000家香港上市公司提供股票過戶登記及股票轉讓服務上市股票服務，當中包括大部分恒生指數成份股公司。同時為在香港上市的公司擔任公司秘書，提供公司實體管理、董事會移動終端和子公司管理等電子解決方案，協助董事會進行企業管理、管治和合規審查等工作；
- 員工股份激勵計劃管理：以領先市場的技術投資，為在大中華地區的超過350家頂級顧主提供員工股份計劃管理方案，服務超過500,000萬員工；
- 股東識別及投票代理徵集服務：致力為上市公司識別最終受益股東及向其傳達企業信息，以協助上市公司於重要議題上，例如企業重組、並購交易、籌募資本等以更了解目標股東的投票意向；
- 第三方託管服務（Escrow）：作為第三方為金融交易雙方託管資產及權益，確保交易按照雙方的託管協定內容執行。

## 歷史
香港中央證券登記有限公司 在1972年由怡和（J36.SGX）及滙豐銀行（005.HK）合資建立，2001年由Computershare全面收購。於2002年與港交所（388.HK）擁有的香港證券登記有限公司正式合併；Computershare擁有76%股權，港交所再行使認股權，持股增至30%。
新公司名為Computershare Hong Kong Investor Services Limited（CHIS），而中文名稱沿用香港中央證券登記有限公司（中央證券）。2007年，Computershare向港交所購回30%股權，成為Computershare全資子公司。

Computershare於1978年在澳洲成立，是墨爾本其中一間科技初創企業，以協助公司研發業務自動化技術為初始理念，並憑著準確把握行業優勢，此後不久便發展到為澳洲股份過戶登記處提供專門的電腦技術服務。自1994年在澳州交易所上市以來，Computershare市值由最初的三千六百萬澳元上升至今天的數十億澳元；由約五十名員工發展到現今由分布全球廿十一個主要金融市場的共有一萬二千多名員工，服務超過二萬五千個企業客戶的跨境企業規模。 

。

## 相關網站
- 香港 - 中央證券登記有限公司 （页面存档备份，存于）